# Honey Don't!
Honey Don't! è un film del 2025 diretto da Ethan Coen.
È il secondo film di una "trilogia di film lesbici di serie B", dopo Drive-Away Dolls (2024) e vede protagonisti Margaret Qualley, Aubrey Plaza, Charlie Day e Chris Evans.

## Produzione
Nel gennaio 2024, è stato annunciato che Margaret Qualley, Aubrey Plaza e Chris Evans avrebbero recitato nel film. La sceneggiatura è stata scritta dalla coppia Ethan Coen e Tricia Cooke, come secondo film di una "trilogia di film lesbici di serie B", dopo Drive-Away Dolls del 2024, anch'esso un film a tema lesbico, e che precede un terzo film pianificato, Go Beavers. L'uscita di questa trilogia è il risultato di 20 anni di scrittura da parte di Coen e Cooke.
Nell'aprile 2024, Charlie Day, Billy Eichner, Gabby Beans, Talia Ryder, Lera Abova, Kristen Connolly, Lena Hall e Don Swayze si sono uniti al cast.
È stata prodotta da Focus Features e Working Title Films. Le riprese principali sono iniziate il 25 marzo 2024 ad Albuquerque, nel Nuovo Messico, e si sono concluse il 25 maggio.

## Promozione
Il film è stato presentato in anteprima mondiale nella sezione "Proiezioni di mezzanotte" del Festival di Cannes 2025 il 24 maggio 2025, mentre il primo trailer italiano del film è stato diffuso lo stesso giorno.

## Distribuzione
La sua distribuzione nelle sale statunitensi da parte di Focus Features è prevista per il 22 agosto 2025, mentre nella sale italiane dal 28 agosto successivo.

## Accoglienza
Sull'aggregatore Rotten Tomatoes il film ha il 43% delle recensioni professionali positive con un voto medio di 6.1 su 10 basato su 23 critiche, mentre su Metacritic ha un punteggio di 46 su 100 basato su 11 critiche.
Lovya Gyarkye del The Hollywood Reporter, seppur apprezzando le interpretazioni e alcuni elementi del worldbuilding, ha definito il film come «una serie di gag che non vanno da nessuna parte». L'opinione è condivisa da Ester Zuckerman di IndieWire, secondo cui Honey Don't! è una «delusione estenuante, e uno spreco del talento assemblato».
Chase Hutchinson del TheWrap ha paragonato negativamente la pellicola ai precedenti lavori di Coen, mentre Therese Lacson ha lodato l'interpretazione di Margaret Qualley e la parte umoristica slapstick. Anche Owen Gleiberman, per Variety, ha condiviso le lodi per l'attrice; Alison Willmore di Vulture ha invece trovato il film «un esercizio di battute argute e violenza spiritosa che funziona abbastanza bene da ricordarti film migliori».